# Napomyza nigriceps
Napomyza nigriceps este o specie de muște din genul Napomyza, familia Agromyzidae, descrisă de Van der Wulp în anul 1871.
Este endemică în Netherlands. Conform Catalogue of Life specia Napomyza nigriceps nu are subspecii cunoscute.